# リヤド (モロッコ)

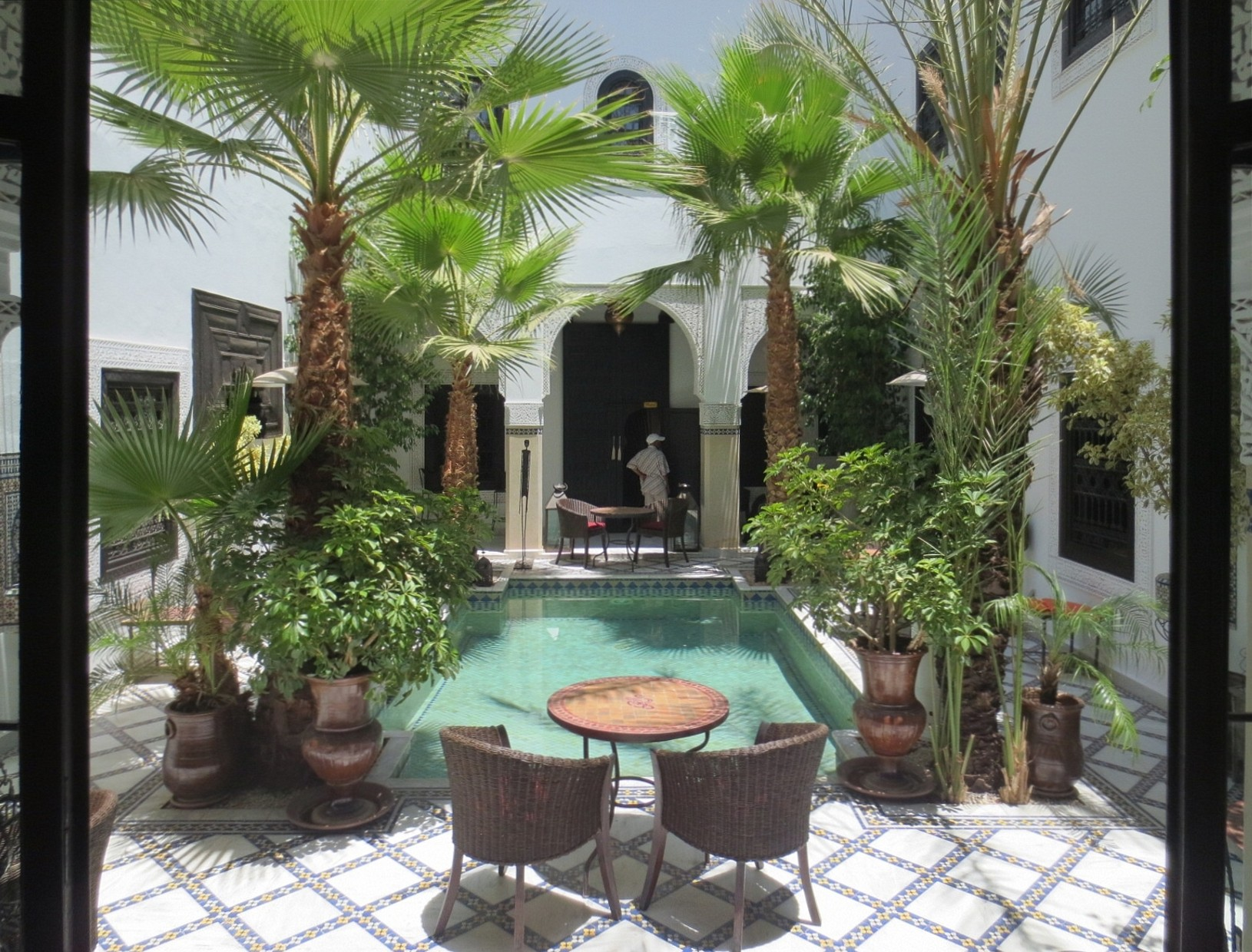
リヤドのパティオ（マラケシュ）

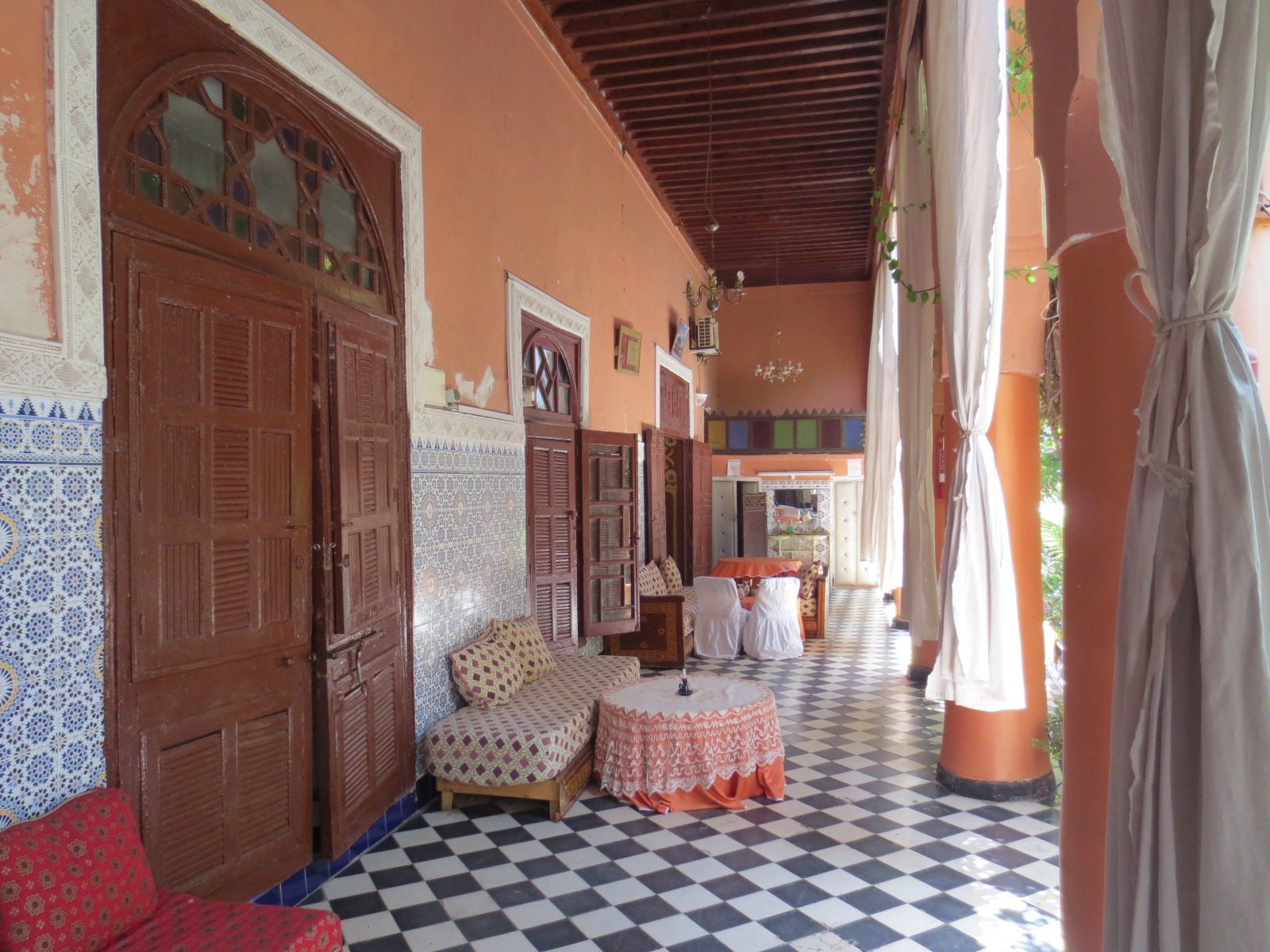
右側のパティオと左側の部屋とをつなぐ回廊部分

リヤド、リアド (riad, ryad, riyad) は、モロッコに見られる宿泊施設の種別。リヤドとはアラビア語(رياض)で「庭」や「邸宅」を意味し、その名前の通り、古くなった邸宅をリノベーションし宿泊施設としたもの。マラケシュ、フェズ、エッサウィラなどにあるリヤドが知られる。
ベースとなる邸宅の起源について、現地観光ガイド専門学校の講師サクシィ・モハメッドによると年代は12 - 15世紀あたりにさかのぼり、レコンキスタの進展にともなってイベリア半島を追い出され対岸のモロッコへ移住してきた人々のうち、裕福だった人々が建設した邸宅であるという。イベリア半島のアンダルスとモロッコのテイストの混ざり合った建築が特徴とされる。それ以降も有力者がこの手の邸宅を建設するケースはあったが、維持管理にかかるコストが無視できないレベルのため、20世紀末までは相続しても手放したり放置したりする者たちも多かった。この金食い虫を宿泊施設として利用しようと考えたのは、フェズでラ・メゾン・ブルーを経営するメヘディ・エル・アバディという人物が最初で、1997年のことであったとされる。邸宅を転用し宿泊施設にするアイデアはヒットし、2017年にはフェズだけで150軒ほどのリヤドが見られるようになっており、マラケシュ周辺では欧米人が経営するリヤドも増えている。ラ・メゾン・ブルーの最初の客は日本人だったというが、エキゾチックな雰囲気に魅せられた欧州からの富裕層が主要なターゲットとなっている。数が増えれば玉も石も増えるということか、必ずしもエキゾチックやフレンドリーなだけではなく、手頃な価格帯のリヤドでは押し売りなどといったトラブルも発生しているそうである。
施設の構成について、リヤドは基本的にパティオをもつ。ほとんどのリヤドは高層ではなく2階建て程度までであり、おおむね 6 - 8メートルの高さである。外壁は装飾のほとんど（場合によっては窓すらも）ない分厚い壁体からなる。外壁に開いた入り口から細い屋内型の通路を経由してパティオに至る。パティオは吹き抜けの明るい空間となっており、内壁には装飾がほどこされ、いくつかのアイテムが設置されていたりもする。内壁の装飾はたとえばカリグラフィーなどで、床面には噴水や植物といったアイテムが設置されている。各部屋へはこのパティオからアクセスできる。食事はパティオを共用してとるので、スタッフや他の宿泊者との交流も必然的に行われることとなり、これもまた人気の理由のひとつとなっている。